# Cementárna Radotín

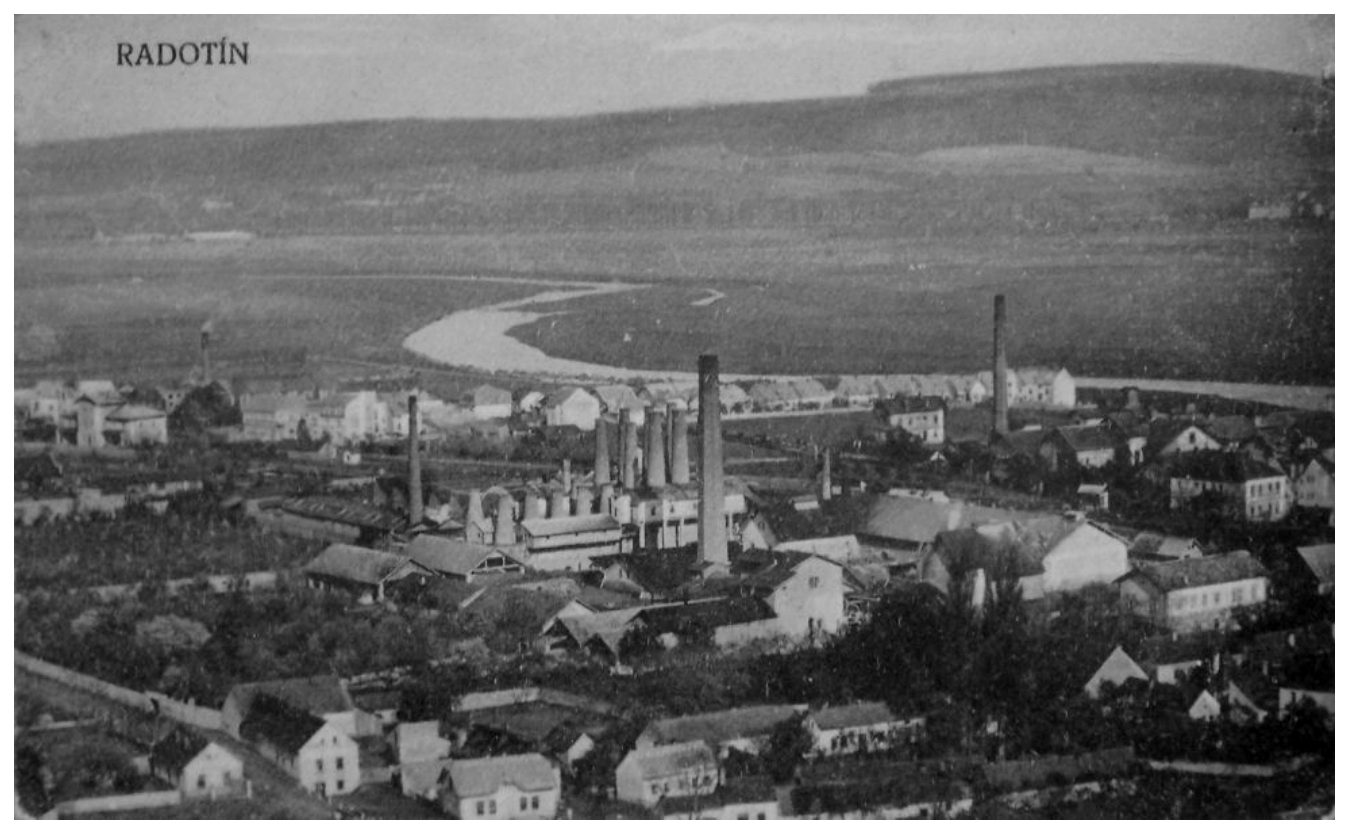
Budova s jedním komínem uprostřed je radotínská vápenka. Cementárna Radotín je komplex budov s komíny hned za radotínskou vápenkou (Radotín na dobové pohlednici – rok 1920)

Cementárna Radotín se nachází v Praze-Radotíně a je součástí společnosti Českomoravský cement, a.s. Cementárna byla založena v sedmdesátých letech 19. století Pražskou akciovou továrnou na hydraulický cement v Praze.

## Historie

### Od roku 1871 do 1945
V roce 1871 založila Pražská akciová továrna na hydraulický cement v Praze závod na výrobu cementu. Okresní hejtmanství na Smíchově vydalo stavební povolení dne 14. října 1871. V místě původních vrchnostenských vápenných milířů, dnešní centrum Radotína, byly postaveny první budovy nové cementárny na výrobu portlandského cementu. Byla to výhodná poloha na železniční trati České západní dráhy mezi Prahou a Plzní s pokračováním do Bavorska. V roce 1873 zasáhla cementárnu hospodářská krize, na čas byla dokonce zastavena výroba v cementárně. V lednu 1876 cementárnu odkoupil za 44 % odhadní ceny největší akcionář cementárny Max Herget. V roce 1877 podnik nesl nový název Portland Cementfabrik Radotin, Max Herget. Sloučení firmy Maxe Hergeta s firmou Bárta & Tichý a s účastí dalších podnikatelů v roce 1920 vznikla společnost Spojené pražské továrny na staviva, a.s. se sídlem v Praze. Cementárna v Radotíně se stala pobočným závodem. V roce 1930 firma změnila název na Prastav, spojené pražské továrny na staviva, a.s.

### Od roku 1945 do 1990
V říjnu 1945 byla zavedena ve firmě národní správa. V roce 1946 byl podnik znárodněn a s akciovou společností Králodvorská cementárna a dalšími 16 závody byl začleněn do národního podniku České cementárny a vápenice se sídlem v Praze. V roce 1950 byl vytvořen samostatný podnik Pragocement, n.p. se sídlem v Radotíně. Součástí národního podniku se staly: vápenka Řeporyje, vápenka Skoupý u Sedlčan, Rakovice u Písku a vápenky Srbsko, Chýnov, Zdice a Loděnice, jako pobočné závody. v roce 1959 byla zahájena výstavba nové cementárny mimo centrum Radotína v Lochkově. Ve staré cementárně byla ukončena výroba v roce 1963 do roku 1966 byla provedena demontáž a demolice objektů. Byly zachovány pouze dvě administrativní budovy a dva menší objekty. V roce 1980 vznikl koncernový podnik Cementárny a vápenky Praha 5-Radotín. Nový koncernový podnik řídil cementárnu Radotín, vápenku Loděnice s provozem Výroba omítek v Srbsku a Mlýnice vápenců ve Skoupém, Čížkovickou cementárnu a vápenku, Čížkovice.

### Od roku 1990

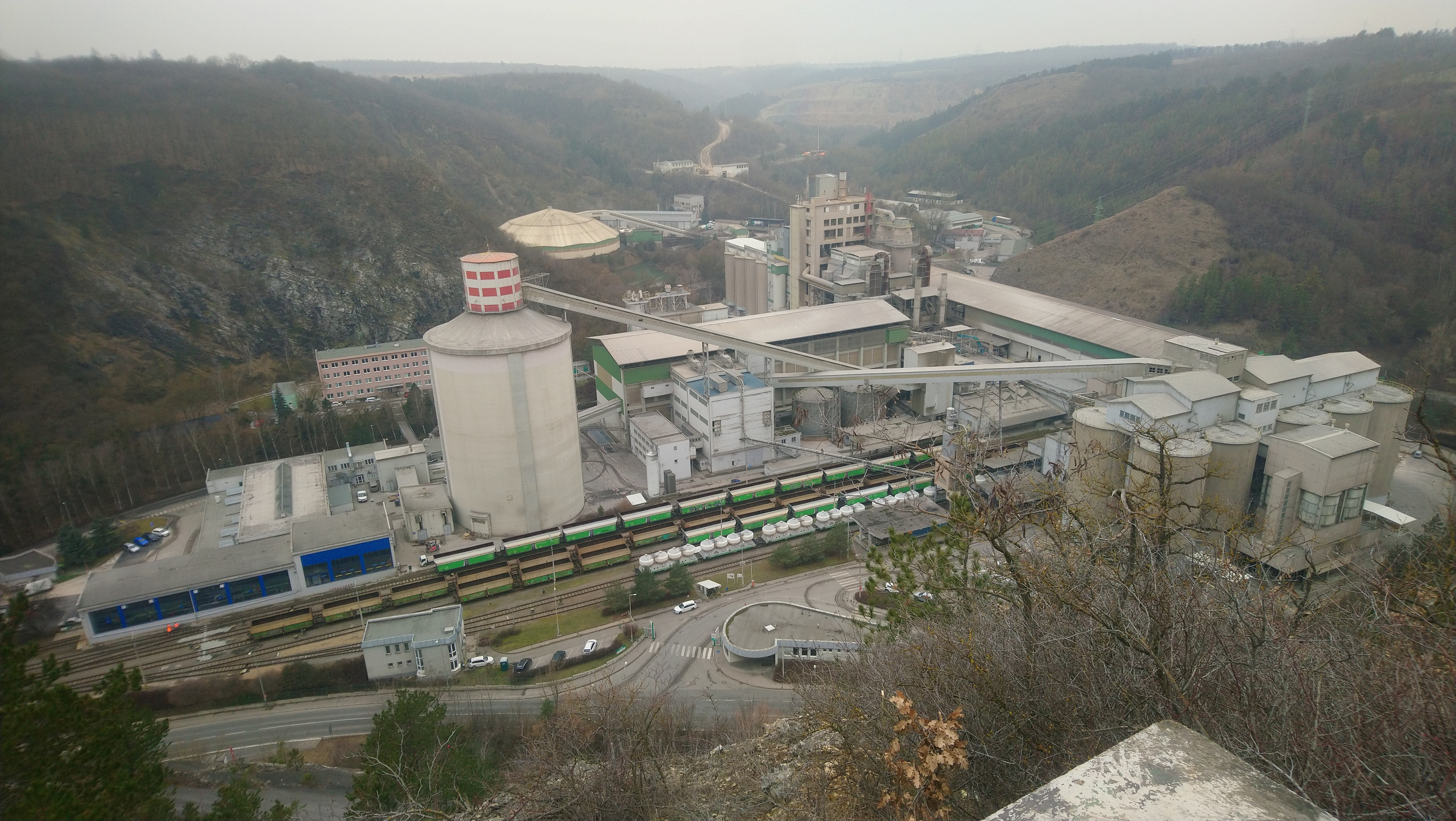
Cementárna Radotín z Radotínské vyhlídky, březen 2021.

V roce 1990 vznikl Pragocement státní podnik, se závody v Radotíně a vápenkou v Loděnicích. V roce 1991 je založena akciová společnost Pragocement. 6. prosince 1991 byly podepsána smlouva mezi Pragocementem, a.s., Heidelberg Zement AG a Ministerstvem průmyslu České republiky. Heidelberg Zement AG získal 40 procent akcií na jméno v hodnotě 1000 Kč a v roce 1993 vlastni 75,24 procent akcií. V roce 1995 dochází ke spojení podniků Pragocement,a.s., Cement Bohemia Praha, a.s. a Králodvorská cementárna, a.s. a vznikla nová společnost Cement Bohemia Praha, a.s. Rozhodující podíl v roce 1996 měl Heidelberg Zement AG ve výši 81,3 procent. V roce 1998 Cement Bohemia Praha, a.s. se sloučila se společností Cementárny a vápenky Mokrá, a.s. a vytvořily nový podnik Českomoravský cement, a.s.